# Shota Kawanishi
Shota Kawanishi (川西 翔太 Kawanishi Shota?, Nara, 28 de octubre de 1988) es un futbolista japonés que juega como delantero en el Kamatamare Sanuki.

## Trayectoria

### Clubes
| Club                       | País  | Año       |
| -------------------------- | ----- | --------- |
| Gamba Osaka                | Japón | 2011-2014 |
| Montedio Yamagata (cedido) | Japón | 2014      |
| Montedio Yamagata          | Japón | 2015-2016 |
| Oita Trinita               | Japón | 2017-2020 |
| FC Gifu (cedido)           | Japón | 2019-2020 |
| FC Gifu                    | Japón | 2021      |
| Kataller Toyama            | Japón | 2022-2023 |
| Kamatamare Sanuki (cedido) | Japón | 2023      |
| Kamatamare Sanuki          | Japón | 2024-     |